# 心を開いて 〜ZARD Piano Classics〜
『心を開いて〜ZARD Piano Classics〜』(こころをひらいて ザード・ピアノ・クラシックス)は羽田裕美のアルバム。

## 内容
羽田のメジャー・デビュー作品となったZARD関連のピアノクラシックカバー集。オリコンチャート100位以内にランクインしなかったもの、最大のヒット作品である。本作のリリースのきっかけはインディーズミニアルバム「My Baby Grand 〜Classics〜」が好評になったことからであり、特に「ZARD "What a beautiful memory 2008"」の2月2日に行われた横浜公演の時は一瞬売り切れに至った。羽田が尊敬している坂井泉水への追悼を意を込めているため、本作の歌詞カードには「This album is dedicated to IZUMI SAKAI」と書いてある。

## 批評
CDジャーナルは「羽田裕美の温かなタッチが聴き手の胸に迫る」と評した。

## 収録曲
1. 揺れる想い
作曲：織田哲郎　編曲：池田大介
2. 永遠
作曲：徳永暁人　編曲:池田大介
3. グロリアス マインド
作曲：大野愛果　編曲:池田大介
4. 君がいない
作曲：栗林誠一郎　編曲：池田大介
5. 心を開いて
作曲：織田哲郎　編曲：池田大介
6. 少女の頃に戻ったみたいに
作曲：大野愛果　編曲：鎌田真吾・池田大介
7. 負けないで
作曲：織田哲郎　編曲：池田大介
8. もっと近くで君の横顔見ていたい
作曲：大野愛果　編曲：池田大介
9. 明日を夢見て
作曲：大野愛果　編曲：池田大介
10. もう少し あと少し…
作曲：栗林誠一郎　編曲：藤崎昌弘
11. My Baby Grand ～ぬくもりが欲しくて～
作曲：織田哲郎　編曲：池田大介